# María Isabel Chorobik de Mariani
María Isabel Chorobik de Mariani (San Rafael, 19 novembre 1923 – La Plata, 20 agosto 2018) è stata un'attivista argentina impegnata nella ricerca degli desaparecidos, fondatrice e seconda presidente dell'associazione Nonne di Plaza de Mayo.

## Biografia
Conosciuta come “Chicha”, fece di tutto per ritrovare la nipote Clara Anahì, rapita dopo l’assassinio della madre, il 24 novembre 1976, quando aveva solo tre mesi. Nel 1977 fu tra le 12 fondatrici delle Nonne di Plaza de Mayo (Abuelas de Plaza de Mayo), un'associazione formata da nonne alla ricerca dei loro nipoti desaparecidos: più di 400 bambini sottratti e affidati a famiglie dell'esercito durante la dittatura militare argentina tra il 1976-1983.
Nel 1989 lasciò Nonne di Plaza de Mayo per fondare più tardi, nel 1996, la Clara Anahi Foundation. Nel 2007 ricevette un diploma d'onore da parte dalla Legislatura della città di Buenos Aires per le sue opere a favore dei diritti umani. È morta lunedì 20 agosto 2018, a quasi 95 anni, presso l'ospedale di La Plata, dove era stata ricoverata dal 7 agosto per un ictus.